# Johann Reinhard I. (Hanau-Lichtenberg)

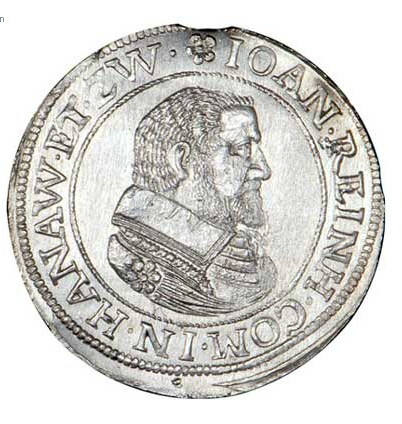
Silbermünze Johann Reinhards I. von Hanau-Lichtenberg.

Graf Johann Reinhard I. von Hanau-Lichtenberg (* 13. Februar 1569 in Bitsch; † 19. November 1625 in Lichtenberg) regierte die Grafschaft von 1599 bis 1625.

## Kindheit und Jugend
Er stammte aus dem Adelsgeschlecht Hanau. Johann Reinhard I. war der Sohn des Grafen Philipp V. von Hanau-Lichtenberg (* 1541; † 1599) und dessen erster Frau, Pfalzgräfin Ludovica Margaretha von Zweibrücken-Bitsch (* 1540; † 1569). Johann Reinhard I. wurde am 28. Februar 1569 in Bitsch getauft.

## Regierung

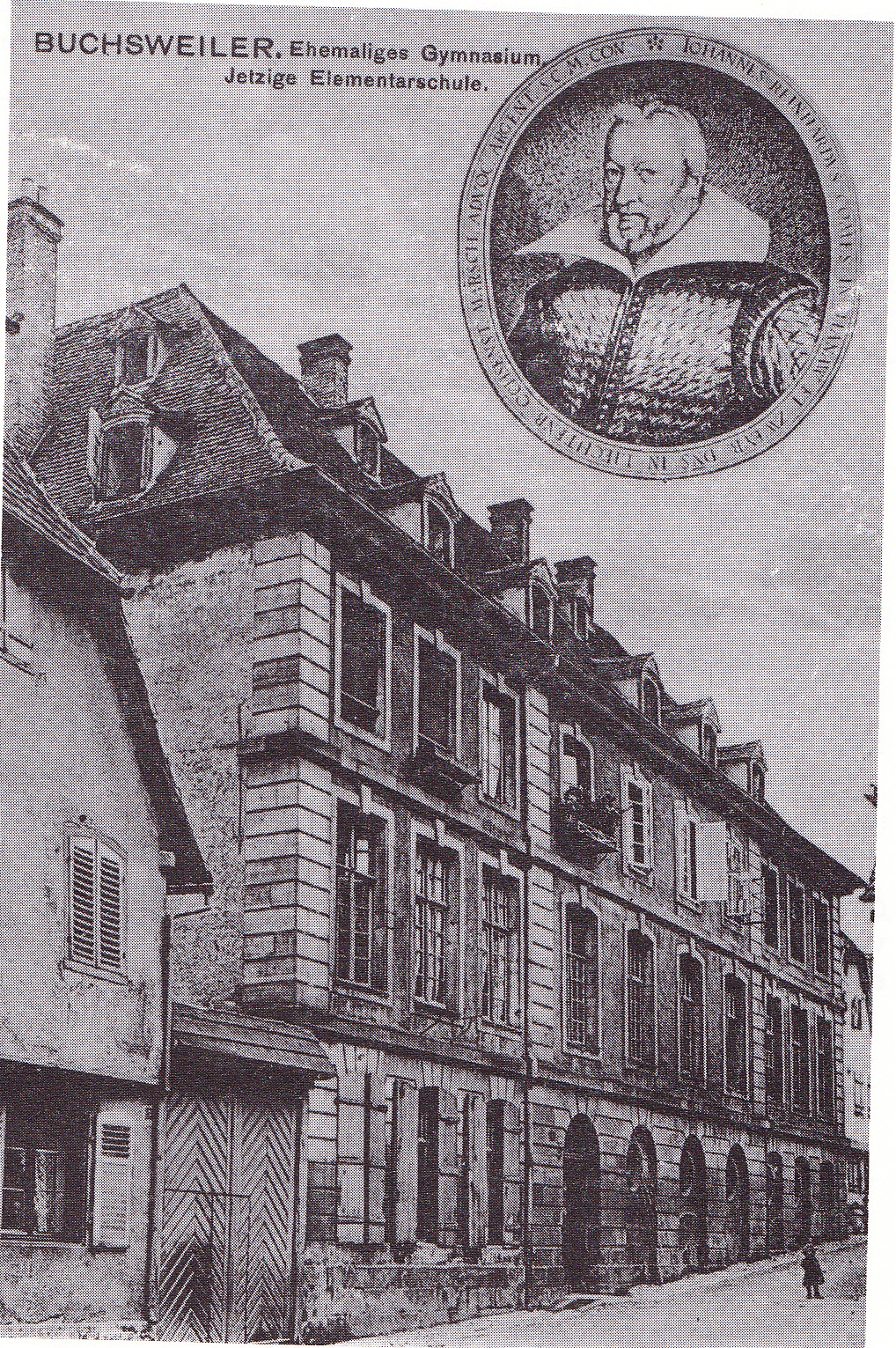
Postkarte mit der Buchsweiler Lateinschule und dem Bildnis Johann Reinhards.

Mit dem Herzog von Lothringen wurde in einem Streit, der seit 1572 um das Erbe von Zweibrücken-Bitsch vor dem Reichskammergericht geführt wurde, zwischen 1604 und 1606 ein Kompromiss gefunden. Streitgegenstand waren die beiden lothringischen Lehen, die Grafschaft Bitsch und das Amt Lemberg. Der Kompromiss beinhaltete eine Teilung: Die Grafschaft Bitsch fiel an Lothringen zurück und das Amt Lemberg wurde Hanau-Lichtenberg zugeschlagen. Das war inhaltlich vernünftig, da es in etwa den konfessionellen Gegebenheiten der Territorien entsprach. Mit der Grafschaft Isenburg verglich Johann Reinhard I. sich hinsichtlich streitiger Rechte in der Dreieich.
Unter seiner Regierung wurde 1612 in der Residenzstadt Buchsweiler eine Lateinschule, das protestantische Gymnasium, gegründet, das bis 1792 bestand. Es stellte das Pendant zur Hohen Landesschule in Hanau im Landesteil Hanau-Münzenberg dar. Ein Jahr später wurde eine Schulordnung für die Grafschaft erlassen. Ebenfalls 1613 folgte der Neubau der Stadtkirche in Buchsweiler.
Mit dem Regenten des anderen Familienzweigs, Graf Philipp Ludwig II. von Hanau-Münzenberg, schloss Johann Reinhard I. 1610 (erneuert: 1618) einen Erbvertrag, bestätigt durch Kaiser Rudolf II., auf Gegenseitigkeit, damit die Landesteile auf jeden Fall dem Gesamthaus erhalten blieben. Damals sah es so aus, als profitiere davon eher Hanau-Münzenberg, wo es mehrere männliche Familienmitglieder gab, im Gegensatz zu Hanau-Lichtenberg, wo nur ein Erbe vorhanden war. Eventuell stehen relativ großzügige Kredite seitens Hanau-Münzenberg an Johann Reinhard I. im Zusammenhang mit dem Abschluss des Vertrages. Er brauchte viel Geld, da er eine großzügige Hofhaltung führte. Der Erbfall trat dann unter seinem Enkel, Friedrich Casimir, 1642 tatsächlich ein. Aber anders als bei Vertragsabschluss erwartet, erbte der Hanau-Lichtenberger die Grafschaft Hanau-Münzenberg.
An den Krönungsfeierlichkeiten des Kaisers Matthias 1612 und der Wahl Kaiser Ferdinands 1619 nahm Johann Reinhard I. ebenfalls teil.
Im Dreißigjährigen Krieg ab 1618 litt auch die Grafschaft Hanau-Lichtenberg mit ihrer Lage in der Nähe der Kurpfalz an den Heerstraßen im Rheintal und dem deutsch-französischen Grenzgebiet. Graf Johann Reinhard I. versuchte, seine Lande durch strenge Neutralität zu schützen. Dem war aber nur teilweise Erfolg beschieden. Am schwersten traf es das Amt Babenhausen. Mehrfach von unterschiedlichen Kriegsparteien besetzt, waren seine Dörfer schon in den ersten Kriegsjahren verwüstet, die Bewohner geflohen, allein 2500 in die Stadt Babenhausen, wo daraufhin die Pest ausbrach. Auch die rechtsrheinisch am Oberrhein gelegenen Teile der Grafschaft wurden im Laufe des Kriegs schwer geschädigt. Die Gebiete im Unterelsass dagegen traf es nicht so schwer: Gegen eine Zahlung von 100.000 Gulden erkaufte Johann Reinhard I. Schutz für diese Landesteile.
Graf Johann Reinhard I. eröffnete in Willstätt eine Heckenmünze, eine Münzprägestätte, die unterwertige Münzen in Umlauf brachte. Mit diesem Betrug erwirtschaftete er erhebliche Gewinne. Allein 1621/22 ließ er 110 Zentner Silber in Münzen prägen und erwirtschaftete daraus einen „Schlagschatz“ von mehr als 70.000 Gulden.

## Tod
Johann Reinhard I. starb am 19. November 1625 in Lichtenberg im Unterelsass und wurde dort auch begraben.
Johann Reinhard I. besuchte die Universität Straßburg und absolvierte eine Kavalierstour durch Frankreich, Italien, die Niederlande und England. Nach seiner Hochzeit wurde ihm das Schloss Babenhausen als Residenz zugewiesen. Das Langhaus der dortigen Stadtkirche St. Nikolaus ließ er ausgestalten und ausmalen. Er war historisch, genealogisch und an Heraldik interessiert.

## Familie

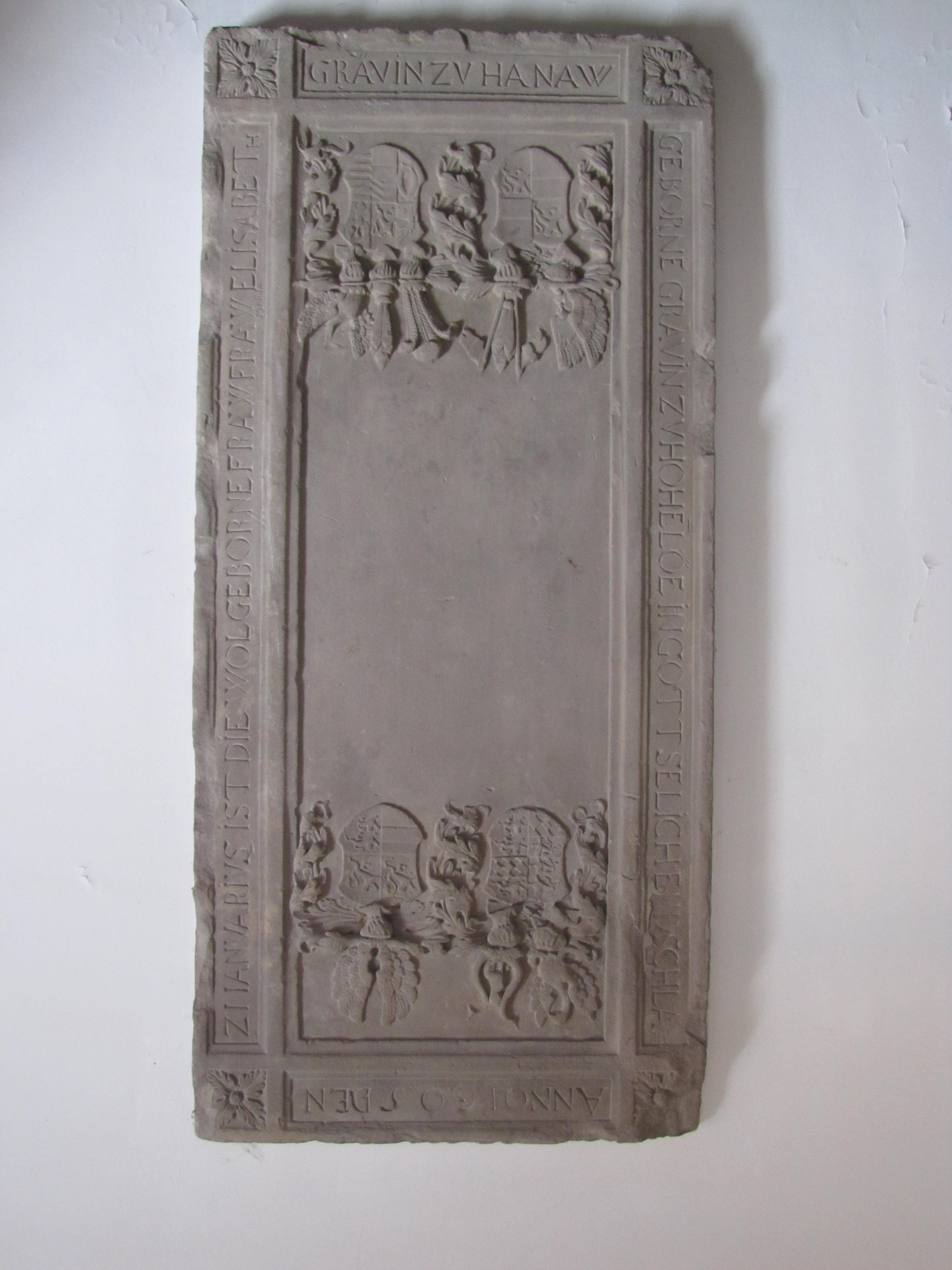
Grabstein der Gräfin Maria Elisabeth von Hohenlohe, Ehefrau des Grafen Johann Reinhard I. in der Kirche von Buchsweiler

Johann Reinhard I. heiratete am 22. Oktober 1593 in Weikersheim Gräfin Maria Elisabeth von Hohenlohe-Neuenstein (* 12. Juni 1576; † 21. Januar 1605 in Wörth an der Sauer), Tochter des Grafen Wolfgang von Hohenlohe-Neuenstein (* 14. Juni 1546; † 28. März 1610) und der Gräfin Magdalena von Nassau (* 15. Dezember 1547; † 16. Mai 1643), einer Tochter der Juliana zu Stolberg und des Grafen Wilhelm des Reichen von Nassau. Maria Elisabeth wurde als letztes Familienmitglied in der alten Stadtkirche in Buchsweiler beigesetzt. Aus ihrer Ehe gingen hervor:
1. Philipp Wolfgang (* 31. Juli 1595 in Buchsweiler – heute: Bouxwiller (Bas-Rhin); † 14./24. Februar 1641 in Buchsweiler).
2. Agatha Marie (* 22. August 1599 in Buchsweiler; † 23. Mai 1636 in Baden), verheiratet mit Georg Friedrich von Rappoltstein (* 1593; † 1651).
3. Anna Magdalene (* 14. Dezember 1600 in Buchsweiler; † 22. Februar 1673), mehrfach verheiratet.
4. Elisabeth Juliana (* 29. Juni 1602 in Buchsweiler; † 21. April 1603 in Wörth, dort auch beigesetzt)

Johann Reinhard I. heiratete am 17. November 1605 nach dem Tod seiner ersten Frau erneut: Gräfin Anna von Salm, Rhein- und Wildgräfin in Neufville (* 14. März 1582; † 1636), Tochter des Grafen Friedrich I., Rhein- und Wildgraf in Neufville (* 3. Februar 1547; † 26. Oktober 1608). Aus dieser Ehe gingen keine Kinder mehr hervor. Sie wurde im Kloster Schwarzach bestattet.

## Vorfahren
| Ahnentafel Graf Johann Reinhard I. von Hanau-Lichtenberg | Ahnentafel Graf Johann Reinhard I. von Hanau-Lichtenberg                                                        | Ahnentafel Graf Johann Reinhard I. von Hanau-Lichtenberg                                                        | Ahnentafel Graf Johann Reinhard I. von Hanau-Lichtenberg                                                        | Ahnentafel Graf Johann Reinhard I. von Hanau-Lichtenberg                                                        | Ahnentafel Graf Johann Reinhard I. von Hanau-Lichtenberg | Ahnentafel Graf Johann Reinhard I. von Hanau-Lichtenberg |
| -------------------------------------------------------- | --- | --- | --- | --- | -------------------------------------------------------- | -------------------------------------------------------- |
| Urgroßeltern                                             | Philipp III. von Hanau-Lichtenberg (* 1482; † 1538) ⚭ Sibylle von Baden-Sponheim (* 1485; † 1518)               | Friedrich II. von Fürstenberg (* 1496; † 1559) ⚭ Anna von Werdenberg († 1554)                                   | Reinhard von Zweibrücken-Bitsch († 1532) ⚭ Anna von Salm († 1541)                                               | Ernst V. von Honstein († 1552) ⚭ Anna von Bentheim                                                              |                                                          |                                                          |
| Großeltern                                               | Philipp IV. von Hanau-Lichtenberg (* 1514; † 1590) ⚭ Eleonore von Fürstenberg (* 1523; † 1544)                  | Philipp IV. von Hanau-Lichtenberg (* 1514; † 1590) ⚭ Eleonore von Fürstenberg (* 1523; † 1544)                  | Jakob von Zweibrücken-Bitsch (* 1510; † 1570) ⚭ Katharina von Honstein († 1570)                                 | Jakob von Zweibrücken-Bitsch (* 1510; † 1570) ⚭ Katharina von Honstein († 1570)                                 |                                                          |                                                          |
| Eltern                                                   | Philipp V. von Hanau-Lichtenberg (* 1541; † 1599) ⚭ Ludovica Margaretha von Zweibrücken-Bitsch (* 1540; † 1569) | Philipp V. von Hanau-Lichtenberg (* 1541; † 1599) ⚭ Ludovica Margaretha von Zweibrücken-Bitsch (* 1540; † 1569) | Philipp V. von Hanau-Lichtenberg (* 1541; † 1599) ⚭ Ludovica Margaretha von Zweibrücken-Bitsch (* 1540; † 1569) | Philipp V. von Hanau-Lichtenberg (* 1541; † 1599) ⚭ Ludovica Margaretha von Zweibrücken-Bitsch (* 1540; † 1569) |                                                          |                                                          |
| Johann Reinhard I.                                       | | | | |                                                          |                                                          |